# Erbgut (Film)
Erbgut ist ein deutscher Kurzfilm von Matthias Zuder aus dem Jahr 2013. Bei den 40. Student Academy Awards („Studentenoscars“) 2013 war Erbgut in der Kategorie „Bester ausländischer Film“ nominiert.

## Handlung
Max ist mit seiner schwangeren Frau Lina unterwegs, als ihn ein unangenehmer Anruf erreicht: Sein Großvater möchte ihn noch einmal kurz sehen, bevor er abgeholt wird. Widerstrebend und nur durch gutes Zureden seiner Freundin kommt Max der Bitte nach. Als Max alleine das Haus des Großvaters betritt wird klar, dass eine bis heute nachwirkende Vergangenheit die beiden zu trennen scheint. Der Großvater macht seinem Enkel ein überraschendes Geschenk: Einen fünf Kilogramm schweren Goldbarren, den er in einem Safe im Kleiderschrank gelagert hat. Max wird dazu aufgefordert über die Herkunft des Wertstücks nachzudenken. Nach ein paar Minuten ist nichts mehr wie es war: Der Besuch beim Großvater wird für Max zur moralischen Belastungsprobe. In einem Gespräch zwischen Max, Lina und Großvater wird dem Zuschauer schließlich die volle Gewissheit über die Herkunft des Goldes vor Augen geführt: Der Großvater war Aufseher im Konzentrationslager Auschwitz-Birkenau. Das Gold stammt aus den Wertgegenständen und dem Zahnersatz, welche den ermordeten KZ-Insassen entwendet wurden. Später haben sowohl der Großvater, die Eltern von Max sowie Max selbst von diesem Erbgut profitiert. Am Ende des Films verlässt der Großvater zusammen mit seinem Anwalt das Haus, um sich vor Gericht für seine damaligen Taten verantwortlich zu zeigen. Der Film schließt mit den Worten des Großvaters. „Ich habe dort meine Arbeit getan!“

## Hintergrund
Erbgut ist der Abschlussfilm an der Hamburg Media School des Regisseurs Matthias Zuder, der Drehbuchautorin Marie-Therese Thill, der Producerin Annika Steffens sowie des Kameramanns Thomas Förster. Produzent des Films ist die Hamburg Media School. Der Film wurde mit mehreren internationalen Festivalpreisen ausgezeichnet.